# خدای ملی
خدای ملی (انگلیسی: National god) یک خدای سرپرست است که قرار است دغدغه ویژه‌اش امنیت و رفاه یک قومیت (ملت) باشد. این با دیگر شخصیت‌های نگهبان مانند خدایان خانواده که مسئول رفاه قبایل یا حرفه‌ها هستند یا خدایان شخصی که مسئول رفاه افراد هستند، در تضاد است.

## خدایان باستانی
در دوران باستان (و تا حدودی امروزه نیز ادامه دارد)، مذهب به همراه زبان، آداب و رسوم، سنت‌ها و غیره از ویژگی‌های فرهنگ منطقه ای بوده‌است.
- آماتراسو ژاپنی؛[۱]
- آمون،[۲] و حوروس برای مصریان
- آپولون برای اهالی تروآ (شهر)
- آرامازد برای مردم ارمنی
- همنام آشور (ایزد) برای آشوریان؛[۳][۴]
- عشتروت برای صیدونیان
- همنام آتنا برای آتنیان و میسینی‌ها.
- بعل برای فنیقی‌ها؛[۵]
- Bathala برای مردم تاگالوگ
- Chemosh برای موآبیان؛ [۵][۶]
- داجون برای فلیسطیه؛[۵]
- Gaut برای Geats;[۷]
- هراکلس برای دوری‌ها؛
- اویتسیلوپوچتلی از آزتک‌های[۸]
- اینندرا برای دین ودائی هندی‌ها؛[۹]
- اینتی برای اینکاها؛[۱۰]
- ایتزامنا برای مایاها؛[۴]
- امپراتور جید برای چینی ها؛
- Kataragama deviyo برای سری‌لانکا؛[۴]
- Ông Trời برای ویتنامی ها؛
- لوغ (عطارد گالی، لوگوس، لئو) برای سلت‌ها باستان؛
- مردوک برای بابلیان؛[۱۱]
- مارس (اسطوره) و همنام رومولوس-کویرینوس برای رومیان؛
- Milcom برای عمون[۵]
- Oduduwa برای یوروبا؛
- پرون برای قدیم اسلاوها;
- Seaxnēat برای ساکسون‌ها؛
- رنگی و پاپا برای مائوری;
- قوس برای ادومیان؛[۵]
- Siam Devadhiraj برای مردم تایلند;
- موروگان برای قوم تامیل;
- الهه حاکمیت و همنام اریو برای ایرلند;
- تنگری برای ترکان و مغولان؛
- تشوب برای هیتی‌ها؛[۱۲]
- Ukko برای مردم فنلاند؛[۱۳]
- ود برای پادشاهی عوسان؛[۱۴]
- یهوه برای بنی‌اسرائیل؛[۵]
- Zalmoxis برای داس‌ها.